# Pastuchov
Pastuchov (ungarisch Nyitrapásztó – bis 1907 Pásztó) ist eine Gemeinde im Westen der Slowakei mit 934 Einwohnern (Stand 31. Dezember 2024), die zum Okres Hlohovec, einem Teil des Trnavský kraj gehört.

## Geographie

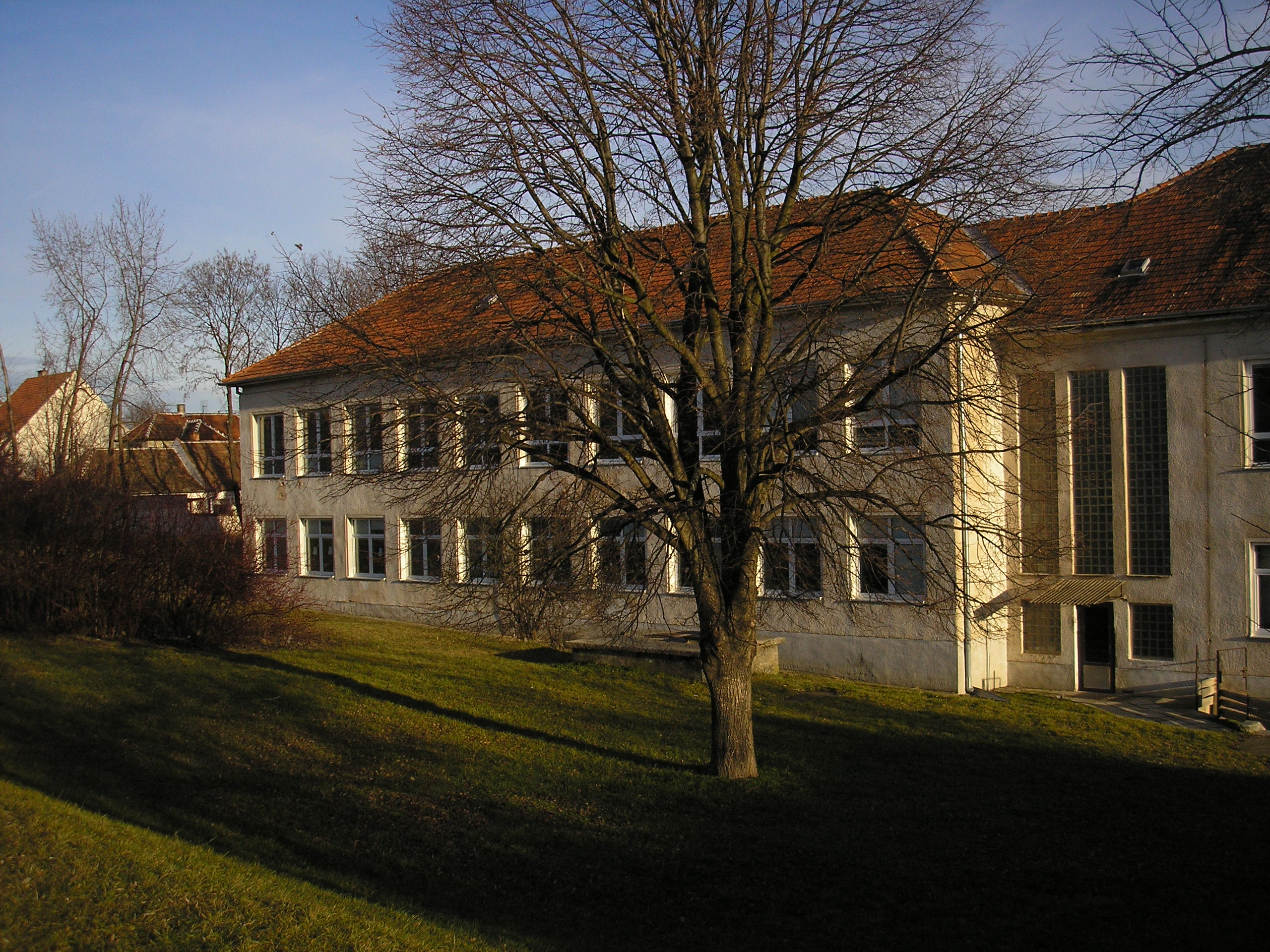
Grundschule von Pastuchov

Die Gemeinde befindet sich im Hügelland Nitrianska pahorkatina (Teil des slowakischen Donautieflands) zwischen den Flusstälern von Waag und Nitra beim Ursprung des Baches Blatina. Das Ortszentrum liegt auf einer Höhe von 200 m n.m. und ist neun Kilometer von Hlohovec sowie 26 Kilometer von Nitra gelegen.

## Geschichte
Pastuchov wurde zum ersten Mal 1276 als Paztwh schriftlich erwähnt. Mit Ausnahme der Jahre von 1328 bis 1363 gehörte es zum Herrschaftsgut von Freistadt. Die Bevölkerung war und ist überwiegend in der Landwirtschaft beschäftigt.

## Bevölkerung
| Jahr                | 1994 | 2004    | 2014    | 2024    |
| ------------------- | ---- | ------- | ------- | ------- |
| Anzahl der Personen | 961  | 982     | 970     | 934     |
| Unterschied         |      | +2,18 % | −1,22 % | −3,71 % |

| Jahr                | 2023 | 2024    |
| ------------------- | ---- | ------- |
| Anzahl der Personen | 948  | 934     |
| Unterschied         |      | −1,47 % |

Ergebnisse nach der Volkszählung 2001 (968 Einwohner):
| Nach Ethnie: - 98,86 % Slowaken - 0,83 % Tschechen - 0,31 % Magyaren | Nach Religion: - 71,49 % römisch-katholisch - 24,59 % evangelisch - 3,31 % konfessionslos |

## Bauwerke
- römisch-katholische Kirche Allerheiligen von 1846